# Allelon Ruggiero
Allelon Ruggiero est un acteur et réalisateur américain.
Il est surtout connu pour son rôle de Steven Meeks dans le film de Peter Weir (Le Cercle des poètes disparus) sorti en 1989.

## Filmographie

### Acteur
Cinéma
- 1989 – Le Cercle des poètes disparus : Steven Meeks
- 1991 – Mannequin: On the Move : premier employé
- 1995 – Eyes Beyond Seeing
- 1995 – L'Armée des douze singes : patient hospitalisé
- 1996 – Thinner : le livreur
- 1996 – Leçons de séduction : étudient allumé assis en face de Stacie
- 1997 – Naked in the Cold Sun
- 1998 – Joseph's Gift : Grant Keller
- 1998 – Le Témoin du Mal : le bourreau
- 2002 – The Greenskeeper : Allen Anderson
- 2003 – Shakespeare's Merchant : Balthazar
- 2004 – The First Person : le photographe
- 2010 – Binky : Daniel Pitt alias Binky

Télévision
- 1992 – New York, police judiciaire : Carl Borland

### Réalisateur
- 1996 – Lost (court métrage)